# Empédocles
Empédocles  (em grego clássico: Ἐμπεδοκλῆς; Agrigento, 495 a.C. - 430 a.C.),  foi um filósofo e pensador pré-socrático grego e cidadão de Agrigento, na Sicília. É conhecido por ser o criador da teoria cosmogênica dos quatro elementos clássicos que influenciou o pensamento ocidental de uma forma ou de outra, até quase meados do século XVIII.
Ele também propôs poderes chamados por ele de "Amor" e "Ódio" que atuariam como forças que tanto podem atrair os elementos quanto separá-los. Essas especulações físicas faziam parte de uma história do universo que também trata da origem e do desenvolvimento da vida.

## Vida

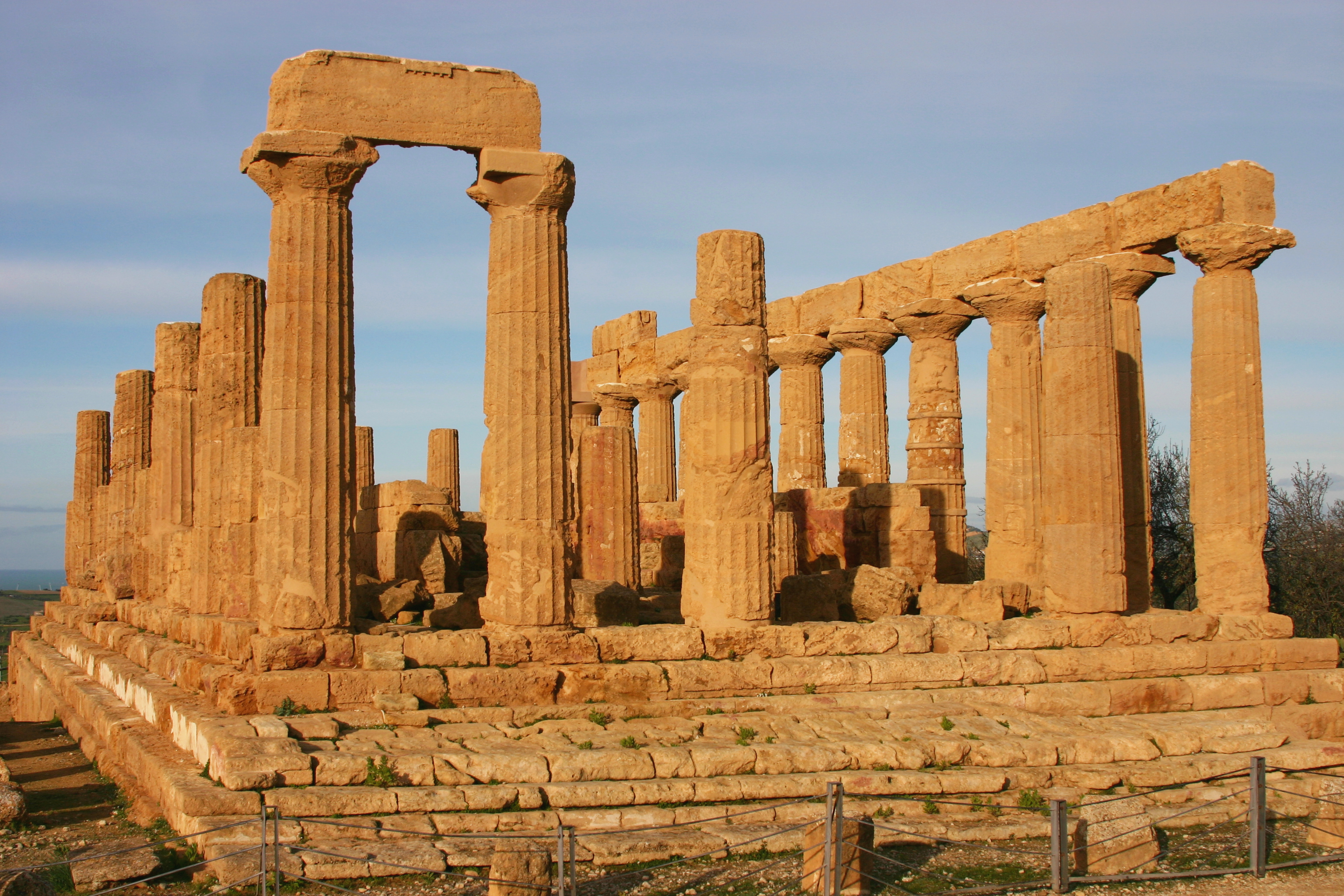
O templo de Hera em Agrigento, construído quando Empédocles era jovem, por volta de

Empédocles nasceu em 495 a.C. em Agrigento (Ácragas) na Sicília, em uma renomada família.
Pouco se sabe sobre sua vida. Seu pai Meto parece ter sido importante na derrubada do tirano de Agrigento, presumidamente Trasideu, filho de Terone, em 470 a.C. Empédocles deu seguimento à tradição democrática da sua família, ajudando a derrubar o governo oligarca seguinte. Diz-se que ele foi magnânimo apoiando os pobres; severo na perseguição dos abusos da aristocracia e até declinou de governar a cidade quando lhe foi oferecido.
Sua oratória brilhante, seu conhecimento profundo da natureza e a reputação de seus poderes sobrenaturais, incluindo a cura de doenças e previsão de epidemias produziram vários mitos e histórias em torno de seu nome.
Ele era tido como mágico e controlador de tempestades. Ele mesmo, em seu famoso poema Purificações parece ter prometido poderes miraculosos, inclusive a destruição do mal, a cura da velhice e controle sobre a chuva e o vento. Empédocles era ligado por laços de amizade aos médicos de Acron e Pausânias, que eram seus eromenos, a vários pitagóricos e até,há quem diga, a Parmênides e Anaxágoras. O único discípulo de Empédocles mencionado é o sofista e retórico Górgias.
Timeu e Dicearco de Messina falaram da viagem de Empédocles ao Peloponeso e da admiração que lhe foi prestada lá.. Outros mencionaram sua estadia em Atenas e na então recém fundada colônia de Túrio, em 446 a.C.. Existem também alguns interessantes relatos de sua viagem ao extremo oriente às terras dos magos.
De acordo com Aristóteles, ele morreu com 60 anos (c. 430 a.C.), embora outros escritores o tenham como vivendo até aos cento e nove anos de idade. De forma semelhante, há alguns mitos acerca da sua morte: uma tradição, que é atribuída a Heráclides do Ponto, representa-o como tendo sido removido da terra; enquanto outras o têm perecendo nas chamas do Monte Etna.

## Pensamento

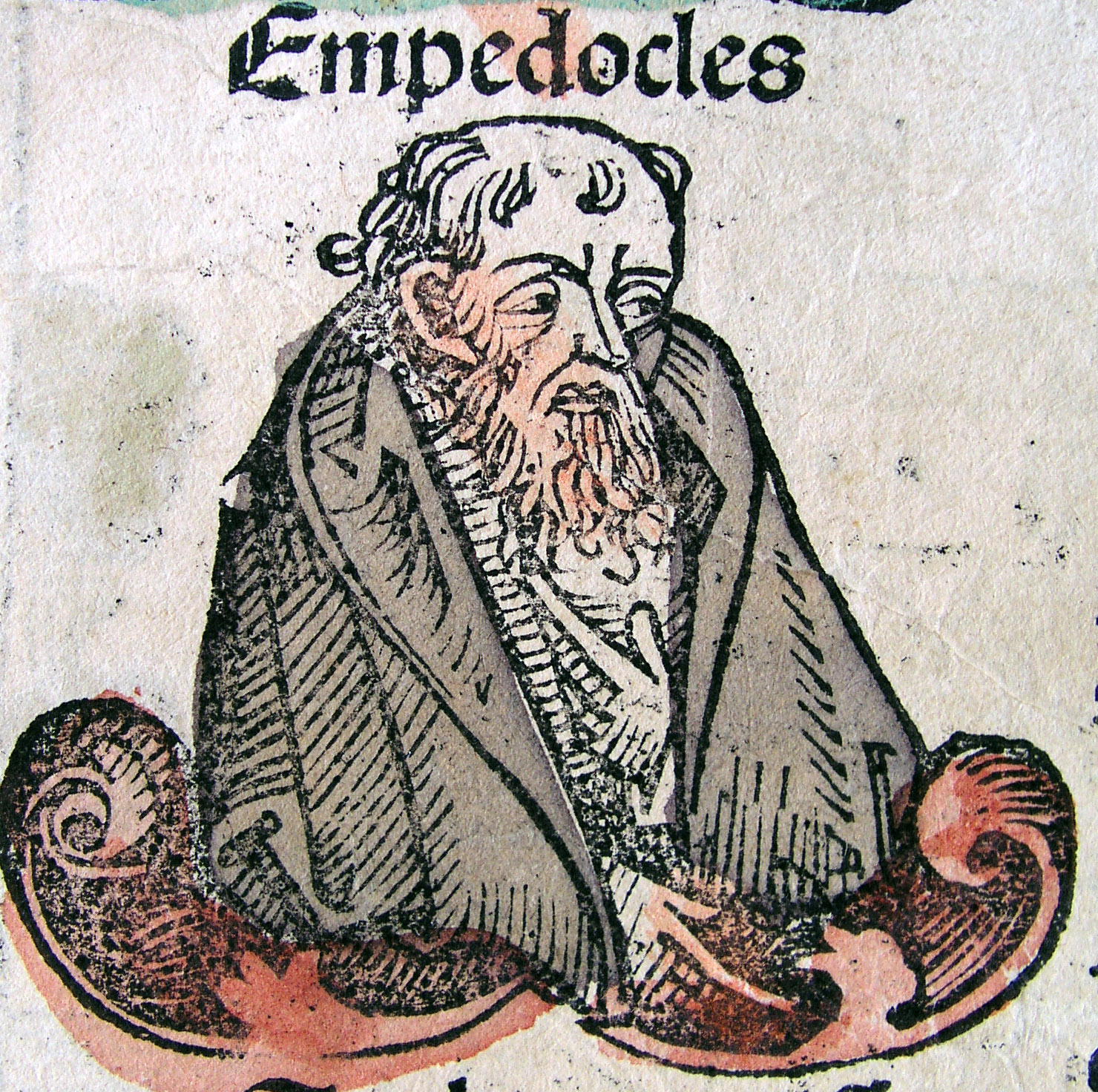
Empédocles retratado no Incunábulo chamado Crônica de Nuremberga

Embora familiarizado com as teorias dos Eleatas e dos Pitagóricos, Empédocles não pertencia a nenhuma escola definida. Sendo ecléctico no seu pensamento, ele combinou muito do que tinha sido sugerido por Parménides, Pitágoras e pelas escolas jônicas. Era um firme crente nos mistérios órficos, bem como um pensador científico e um precursor da ciência física. Aristóteles menciona Empédocles entre os filósofos jônicos, e coloca-o em relação próxima com os filósofos atomistas e com Anaxágoras.
Empédocles, tal como os filósofos jônicos e os atomistas, tentou encontrar a base de toda a mudança. Tal como Heráclito, eles não consideraram vir à existência e o movimento como a existência das coisas, e o repouso e a tranquilidade como não-existência. Isto é porque eles tinham derivado dos Eleatas a convicção de que uma existência não poderia passar para a não-existência, e vice-versa. A fim de permitir que a mudança ocorra no mundo, e contra a opinião dos eleatas, eles viram as mudanças como resultado da mistura e separação de substâncias inalteráveis. Assim Empédocles disse que uma vinda à existência de uma não-existência, bem como uma morte e aniquilação completa, são impossíveis; o que chamamos de vir à existência e a morte é apenas a mistura e separação do que estava misturado.

### Os quatro elementos
Foi Empédocles que estabeleceu os quatro elementos essenciais que fazem toda a estrutura do mundo -  fogo, ar, água e terra. Empédocles chamou estes quatro elementos "raízes" que, de maneira típica, ele também identificou com os nomes místicos de Zeus, Hera, Nestis e Aidoneu.  Empédocles nunca usou o termo "elemento" (em grego:   στοιχεῖον) (stoicheion), que parece ter sido usado pela primeira vez por Platão.  De acordo com as diferentes proporções em que esses quatro elementos indestrutíveis e imutáveis são combinados uns com os outros é produzida a diferença da estrutura. É na agregação e segregação de elementos que assim resulta, que Empédocles, como os atomistas, encontrou o verdadeiro processo que corresponde ao que é popularmente chamado de crescimento,  aumento ou diminuição. Nada de novo vem ou pode vir a ser, a única mudança que pode ocorrer é uma mudança na justaposição de elemento com elemento. Essa teoria dos quatro elementos tornou-se o padrão dogma nos dois mil anos seguintes.

### Amor e ódio
Os quatro elementos são, contudo, simples, eternos e imutáveis, e como a mudança é a consequência da sua mistura e separação, foi também necessário supor a existência de poderes em movimento - para trazer a mistura e a separação. Os quatro elementos são colocados eternamente em união, e eternamente separados uns dos outros, por dois poderes divinos, amor e ódio. O Amor (em grego:   φιλία) explica a atracção de diferentes formas de matéria, e o Ódio (em grego:   νεῖκος) é responsável pela sua separação. Se os elementos são o conteúdo do universo, então o Amor e o Ódio explicam a sua variação e harmonia. O Amor e o Ódio são forças atractivas e repulsivas que o olho comum pode em funcionamento entre o povo, mas que realmente permeiam o universo. Eles imperam alternadamente sobre as coisas, - sem contudo algum ser sempre muito ausente.

### A esfera de Empédocles
Como estado original e o melhor, houve um tempo em que os elementos puros e os dois poderes coexistiam numa condição de repouso e imobilidade na forma de uma esfera. Os elementos existiam juntos na sua pureza, sem misturas ou separações, e o poder de união do Amor predominava na esfera: o poder separador da revolta guardava as bordas mais extremas da esfera. Desde essa altura, a revolta ganhou mais balanço e a ligação que mantinha as substâncias elementares puras juntas na esfera foi dissolvida. Os elementos transformaram-se no mundo de fenómenos que assistimos hoje, cheio de contrastes e oposições, operado tanto pelo Amor como pela Revolta. A esfera sendo a personificação da existência pura é a personificação ou representação de deus. Empédocles assumia um universo cíclico onde os elementos regressam e preparam a formação da esfera para o próximo período do universo.

## Obras
Empédocles é considerado o último filósofo grego a escrever em versos e os fragmentos que restam de suas lições estão em dois poemas: Purificações e Sobre a Natureza. Empédocles estava sem dúvida familiarizado com os poemas didáticos de Xenófanes e Parménides - podem ser encontradas alusões a este último nos fragmentos, - mas ele parece tê-los superado na animação e riqueza de seu estilo, e na clareza das suas descrições e dicção. Aristóteles apelidou-o de pai da retórica, e, embora apenas tenha reconhecido a métrica como ponto de comparação entre os poemas de Empédocles e os épicos de Homero, ele descreveu Empédocles como Homérico e poderoso na sua dicção. Lucrécio fala dele com entusiasmo, e via-o evidentemente como o seu modelo. Os dois poemas juntos compreendem 5 000 linhas. Sobreviveram cerca de 550 linhas da sua poesia, embora porque os escritores antigos raramente mencionavam que poema estavam a citar, não é sempre certo a que poema as citações pertencem. Alguns estudiosos acreditam hoje em dia que havia apenas um poema, e que as Purificações formavam meramente o início de Sobre a Natureza.

### Purificações

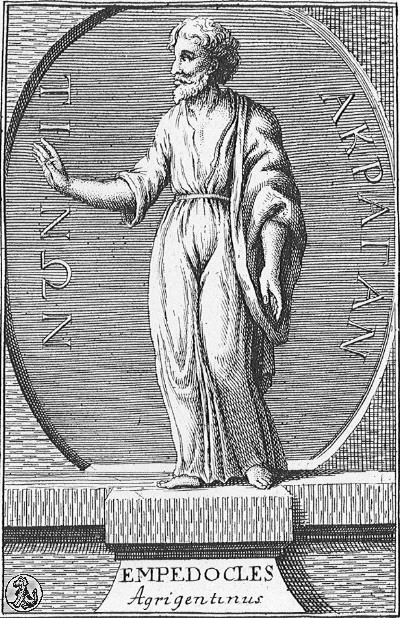
Empédocles de Agrigento.

Conhecemos apenas aproximadamente 100 versos da sua Purificações. Parecem terem sido uma visão mítica do mundo, o que, não obstante, foi parte do sistema filosófico de Empédocles, As primeiras linhas do poema foram preservadas por Diógenes Laércio:
Amigos, que habitais a grande cidade, junto aos fulvos rochedos de Ácragas, no

alto da cidadela, amadores de nobres trabalhos, respeitáveis abrigos para os

estrangeiros, homens inexperientes da maldade, eu vos saúdo! Eu, porém, caminho entre

vós qual Deus imortal, e não mais como mortal, por todos honrado como me convém,

coroado de guirlandas floridas. Desde minha entrada nas florescentes cidades, sou

honrado por homens e mulheres; seguem-me aos milhares, a fim de saber qual o

caminho da riqueza; uns necessitando oráculos; outros, feridos por atrozes dores,

Pedem uma palavra salvadora para as suas múltiplas doenças.
Era provavelmente este trabalho que continha uma história sobre almas, onde nos é dito que existiram em tempos espíritos que viviam num estado de êxtase, mas tendo cometido um crime (de natureza desconhecida) eles foram punidos ao serem forçados a tornarem-se seres mortais, reencarnados de corpo para corpo. Os Humanos, os animais, e mesmo as plantas são esses espíritos. A conduta moral recomendada no poema pode permitir tornar-nos deuses novamente.

### Sobre a Natureza
Existem aproximadamente 450 versos do seu poema Sobre a Natureza, incluindo 70 que foram reescritos de fragmentos de papiro, conhecidos como Papiro de Estrasburgo. O poema consistia originalmente de 2 000 versos hexâmetros  e fora feito para Pausânias. Era esse poema que mostrava seu sistema filosófico. Nele, Empédocles explica não apenas a natureza e a história do universo, incluindo sua teoria dos Quatro elementos, mas ele descreve suas teorias da causa, da percepção e do pensamento, assim como também explicações do fenômeno terrestre e processos biológicos.

## Posterioridade
Os conceitos elaborados por Empédocles podem ser considerados como precursores de aspectos do atomismo, especialmente sua teoria física fundada sobre a existência de corpusculos elementares e a explicação da formação de corpos complexos através processo de composição e decomposição desses quatro elementos.
Sua filosofia teve seguidores entre os pré-socráticos, notavelmente Philistion de Locris (427-347 B.c.) e Diocles de Carystos (400-350 B.c.). Alguns aspectos do pensamento de Empédocles também serão assimilados na filosofia da natureza de Platão e Aristóteles. Sua influencia se extendeu na medicina, tornando-se base para a teoria dos humores em Hipócrates e Galeno.